# Tefillin
Tefillin er bederemme, der anvendes ved den jødiske gudstjeneste. Alle jødiske mænd er efter deres bar mitzvah forpligtede til at binde tefillin hver morgen. Et sæt tefillin består af to dele: En rem til armen og en rem til hovedet. På begge disse remme er der forbundet en lille sort kubisk boks, i hvilken der findes håndskrevne pergamentruller med shema-bønnen. Boksene sidder (af symbolske årsager) på arm-tefillin ud for hjertet og på hoved-tefillin ud for hjernen (lige over og mellem øjnene).
Påbuddet om at binde tefillin findes i Torah.
Den knude, hoved-tefillin er bundet med, er så avanceret, at Gud ifølge traditionen lod profeten Moses se Guds egen tefillin. Knuden sidder i nakken, så Moses så Guds ryg. Dermed blev Moses (ifølge den jødiske tro) den eneste profet, der har set Gud.